# Richie Sexson
Richmond Lockwood "Richie" Sexson (nascido em 29 de dezembro de 1974) é um ex-jogador profissional de beisebol que atuou como Major League Baseball como primeira base em cinco diferentes equipes de 1997 até 2008. Sexson atualmente vive em Ridgefield, Washington com sua esposa Kerry. Desde 2014, trabalha como técnico do time de beisebol do Summit High School em Bend, Óregon.